# Lambert Ier de Spolète
Pour les articles homonymes, voir Lambert.
Lambert Ier de Spolète (après 830 - 880) est le fils aîné de Guy Ier de Spolète et possiblement d'Adélaïde ou Itta d'Italie. Il fut duc de Spolète par deux fois: de 860 à 871 et de 876 à 880.

## Biographie
Durant la première année de son premier règne, Lambert de Spolète se joint à Gérard, comte de Marses ; Maielpoto, gastald de Telese et Wandelbert, gastald de Bojano, afin de prévenir les visées expansionnistes de Sawdan, émir sarrasin de Bari, contre la ville de Capoue et la Terre de Labour. Il défait les Sarrasins après une bataille sanglante et rentre dans Bari.
En avril 860, Lambert se joint à Hildebert, comte de Camerino, en rébellion contre l'Empereur Louis II le Jeune. Retranché dans Marses, il en est chassé par l'armée impériale, et trouve refuge à Bénévent, auprès du Prince Adalgis. Louis encercle alors la ville et pardonne tant à Lambert qu'à son protecteur en échange de leur fidélité. Quant au comte Hildebert, il est contraint de s'enfuir à Bari.
En 866, Louis assiège sans succès Landolf II, l'évêque et comte de Capoue. Il accorde alors à Lambert le comté de Capoue afin de continuer le siège. À ce moment, le duché de Spolète atteint son apogée.
Lambert lève finalement le siège de Capoue, pour aller à Rome après l'élection du pape Adrien II survenue le 13 novembre 867. il pille la ville 13 décembre pendant la cérémonie de couronnement papale, et est promptement excommunié. Il perd alors le soutien de l'empereur Louis. 
Comme trois ans auparavant, il se rebelle une nouvelle fois contre l'empereur, et s'allie cette fois-ci à Guaifer de Salerne, Serge II, duc de Naples et Adalgis de Bénévent. Cependant en 871, l'empereur augmente sa puissance et son prestige en prenant Bari. Les Sarrasins, ayant renouvelé leurs forces profitent de cette situation de troubles pour attaquer Salerne. Adelchis emprisonne l'empereur août 871, alors qu'il faisait retraite vers Bénévent et le libérera un mois plus tard afin que celui-ci mène les forces contre les infidèles. Adelchis fait jurer à son ex-prisonnier de ne pas opérer des représailles contre lui et de ne pas entrer dans la ville avec son armée. 
Louis ayant recouvré la liberté dépossède immédiatement Lambert resté à Bénévent, de son duché de Spolète et le remplace par un cousin de son épouse Engelberga, Suppo III.
Mais, Louis retourne dans le Mezzogiorno en 873, le pape l'ayant déchargé de ses serments auprès Adelchis, il assiège Bénévent, mais ne réussit pas à capturer Lambert. 
Après la mort de Louis II, son oncle et successeur Charles le Chauve, rétablit Lambert dans ses droits sur le Duché de Spolète (en février ou juin 876). Il nomme aussi le plus jeune frère de Lambert, le futur Empereur Guy III, comme margrave de Camerino avec la mission de protéger le pape.
Le 16 juillet de cette même année, à Ponthion, Charles confirme la donation d'une grande partie du Duché de Spolète aux États pontificaux, mais Lambert devient malgré tout le personnage le plus puissant du centre de la péninsule italienne, tout en restant un prince pratiquement indépendant.
En 877, Charles meurt et Lambert soutient Carloman de Bavière contre l'héritier de Charles, Louis le Bègue, pour la couronne d'Italie et le titre d'empereur. Lambert va lui-même à Rome avec l'intention de convaincre le souverain pontife à sa cause, mais le pape Jean VIII l'en dissuade. C'est alors, en mars 878, que Lambert et Adalbert Ier de Toscane forcent la population à reconnaître Carloman comme roi en assiégeant le pape dans la Ville Léonine pendant trente jours. Jean VIII doit alors prendre la fuite et va se réfugier à Arles où il est accueilli par Boson de Provence. 
Puis, il tient un Concile à Troyes dans lequel il offre la couronne d'Italie à Louis le Bègue qui la refusera, puis à Boson qui se laisse tenter avant de se rétracter. C'est également pendant ce concile que Lambert et Adalbert sont excommuniés. Le pape accuse même Lambert de convoiter la couronne impériale.
Après l'épisode romain, Lambert part en guerre contre Capoue où il trouve la mort en 880 pendant le siège de la ville. 
Il laisse d'une épouse inconnue un fils Guy II qui lui succèdera sur le Duché de Spolète.